# Giuseppe Borgatti
Giuseppe Borgatti (Cento, 17 marzo 1871 – Reno di Leggiuno, 18 ottobre 1950) è stato un tenore italiano.

## Biografia
Nasce a Cento il 17 marzo 1871.
Grazie all'aiuto del marchese Plattis, suocero della scrittrice Maria Majocchi in arte Jolanda, (1864-1917), studiò al Liceo Musicale di Bologna ed esordì in Faust a Castelfranco Veneto nel 1892. Nel 1894 interpretò Manon Lescaut a Venezia, Lohengrin al Teatro Dal Verme di Milano, Maruzza di Pietro Floridia al Malibran di Venezia e cantò nella première nel Teatro Regio di Torino I dispetti amorosi di Gaetano Luporini. Nel 1896 fu il primo protagonista di Andrea Chénier al Teatro alla Scala, ottenendo un trionfo, dopo di che si esibì con Lohengrin e con La Gioconda al Teatro Real di Madrid nel 1895 e a San Pietroburgo nel 1895-1896.
Ebbe successo al Cairo nel 1897 interpretando Pagliacci di Ruggero Leoncavallo, Carmen di Bizet e Proserpina di Camille Saint-Saëns, diretta dall'autore. A Buenos Aires nel 1898 interpretò nell'opera Mefistofele di Arrigo Boito.
Nel 1899 canta nella première nel Teatro Argentina di Roma di Il trillo del diavolo di Stanislao Falchi e al Teatro Costanzi di Roma è Rodolfo ne La bohème. Nel 1902 è a Osaka in Iris di Pietro Mascagni. Nel 1911 canta Sigfrido.

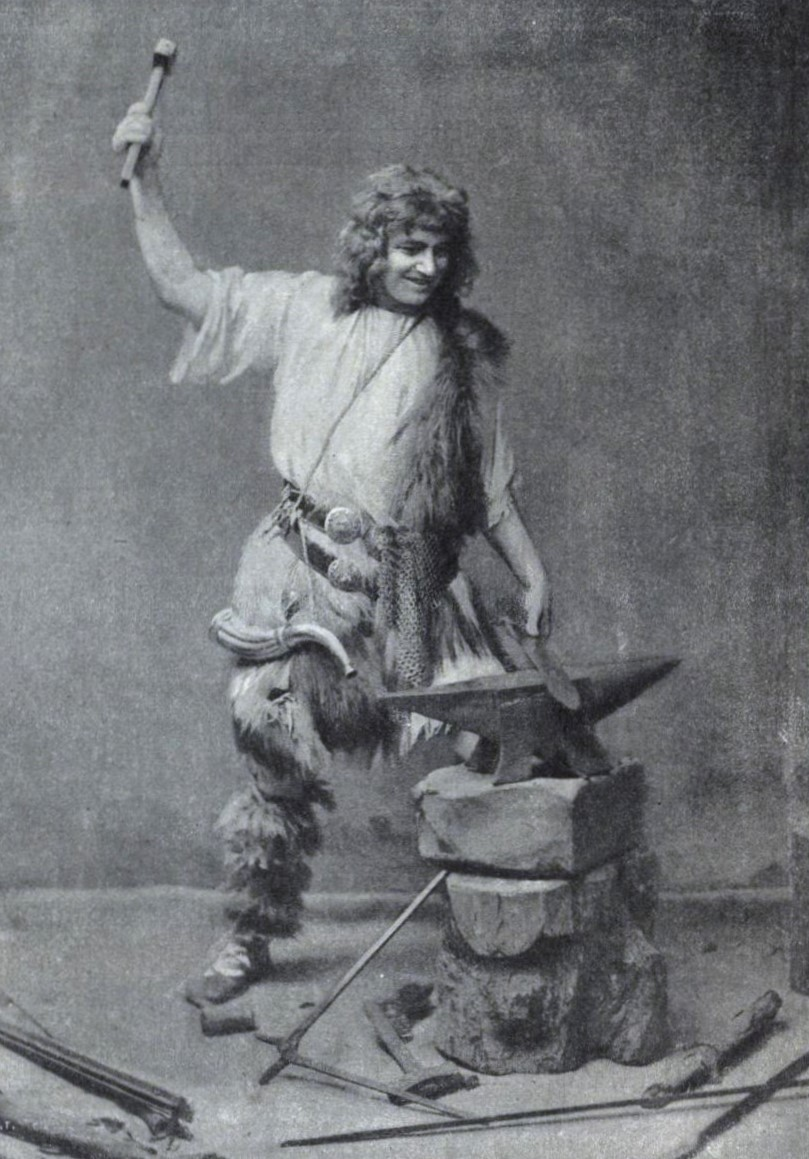
Giuseppe Borgatti nel Sigfrido alla Scala, nel 1900.

Al Teatro alla Scala nel 1900 cantò nella prima rappresentazione di Tosca. Successivamente interpreta Anton di Cesare Galeotti e poi Tristano e Isotta, entrambe dirette da Arturo Toscanini.
In seguito si affermò nel repertorio wagneriano in Europa e in America, ricevendo grandi riconoscimenti a Berlino nel 1904.
Divenne uno dei migliori interpreti wagneriani di sempre. Cantò Lohengrin e I maestri cantori di Norimberga al Teatro Colón di Buenos Aires nel 1897, Sigfrido al Teatro alla Scala nel 1899, Tannhäuser al Teatro Colón nel 1901, Tristano e Isotta alla Scala nel 1901, L'oro del Reno, in prima esecuzione italiana, nel 1903, Il crepuscolo degli dei al Teatro Comunale di Bologna nel 1909 e infine Parsifal, in prima esecuzione integrale, nel 1914. Nel 1904 era invitato al Festival di Bayreuth, primo cantante di origini latine ad avere questo onore.
Nel 1905 cantò nella ripresa nel Teatro Regio (Torino) di Sigfrido diretto da Toscanini. Nel 1906 è stato il primo interprete in Italia della Salomè di Richard Strauss a Torino e nel 1910 il primo a cantare Semirama di Ottorino Respighi a Bologna.
Nel Teatro San Carlo di Napoli nel 1907 canta nelle prime rappresentazioni di Tristano e Isotta e nel 1912, L'oro del Reno. Nel 1909 canta nella prima rappresentazione nel Teatro Regio di Parma di "Sigfrido".
Il 29 novembre 1910 fu iniziato in Massoneria nella Loggia Giosuè Carducci di Bologna, appartenente al Grande Oriente d'Italia, divenne Maestro massone l'11 dicembre 1911.
Ritiratosi dalle scene nel 1915 a causa della cecità si dedicherà all'insegnamento con una sua famosa scuola di canto a Bologna. Trascorse gran parte della sua vita a Milano e morì nel 1950 sul Lago Maggiore. È sepolto nel cimitero monumentale di Cento.
È intitolato a suo nome il Teatro comunale di Cento; vi è allestito anche un museo che raccoglie foto, autografi, medaglie e cimeli vari donati dal tenore alla sua città natale.

## Repertorio
| Ruolo                 | Titolo                          | Autore      |
| --------------------- | ------------------------------- | ----------- |
| Fra Diavolo           | Fra Diavolo                     | Auber       |
| Pollione              | Norma                           | Bellini     |
| Faust                 | La dannazione di Faust          | Berlioz     |
| Don José              | Carmen                          | Bizet       |
| Faust                 | Mefistofele                     | Boito       |
| Oberto                | Edmea                           | Catalani    |
| Edgardo di Ravenswood | Lucia di Lammermoor             | Donizetti   |
| Fernando              | La favorita                     | Donizetti   |
| Ernesto               | Don Pasquale                    | Donizetti   |
| Tartini               | Il trillo del diavolo           | Falchi      |
| Andrea Chénier        | Andrea Chénier                  | Giordano    |
| Loris Ipanov          | Fedora                          | Giordano    |
| Vassili               | Siberia                         | Giordano    |
| Assad                 | La regina di Saba               | Goldmark    |
| Faust                 | Faust                           | Gounod      |
| Canio/Pagliaccio      | Pagliacci                       | Leoncavallo |
| Osaka                 | Iris                            | Mascagni    |
| Werther               | Werther                         | Massenet    |
| Don Ottavio           | Don Giovanni                    | Mozart      |
| Enzo Grimaldo         | La Gioconda                     | Ponchielli  |
| Cavaliere Des Grieux  | Manon Lescaut                   | Puccini     |
| Rodolfo               | La bohème                       | Puccini     |
| Mario Cavaradossi     | Tosca                           | Puccini     |
| Merôdach              | Semirâma                        | Respighi    |
| Principe Sinodal      | Il Demone                       | Rubinštejn  |
| Sabatino              | Proserpina                      | Saint-Saëns |
| Erode                 | Salomè                          | Strauss     |
| Laerte                | Amleto                          | Thomas      |
| Duca di Mantova       | Rigoletto                       | Verdi       |
| Alfredo Germont       | La traviata                     | Verdi       |
| Fenton                | Falstaff                        | Verdi       |
| Tannhäuser            | Tannhäuser                      | Wagner      |
| Lohengrin             | Lohengrin                       | Wagner      |
| Froh                  | L'oro del Reno                  | Wagner      |
| Sigismondo            | La Valchiria                    | Wagner      |
| Sigfrido              | Sigfrido                        | Wagner      |
| Sigfrido              | Il crepuscolo degli dei         | Wagner      |
| Tristano              | Tristano e Isotta               | Wagner      |
| Walter von Stholzing  | I maestri cantori di Norimberga | Wagner      |
| Parsifal              | Parsifal                        | Wagner      |
| Max                   | Il franco cacciatore            | Weber       |

## CD parziale
- Great Voices: Giuseppe Borgatti: Integrale delle incisioni 1905-1928 - Phonographe/Nuova Era